# Le Boisle
Le Boisle – miejscowość i gmina we Francji, w regionie Hauts-de-France, w departamencie Somma.
Według danych na rok 2011 gminę zamieszkiwało 388 osoby, a gęstość zaludnienia wynosiła 33 osoby/km².